# Andreas Graf
Andreas Graf (ur. 7 sierpnia 1985 w Ebreichsdorfie) – austriacki kolarz torowy i szosowy, srebrny medalista torowych mistrzostw świata i złoty medalista torowych mistrzostw Europy.

## Kariera
W 2014 roku wspólnie z Andreasem Müllerem zdobył złoty medal w madisonie podczas mistrzostw Europy w Baie-Mahault. Był to pierwszy w historii złoty medal dla Austrii w tej konkurencji na zawodach tego cyklu. Na rozgrywanych dwa lata później torowych mistrzostwach świata w Londynie wywalczył srebrny medal w wyścigu punktowym. W zawodach tych rozdzielił na podium Jonathana Dibbena z Wielkiej Brytanii i Belga Kenny'ego De Ketele.